# تفاوت القمر
التفاوت في علم الفلك هو أكبر اضطراب ناتج عن عمل الشمس في الدورة الشهرية للقمر حول الأرض. كان التفاوت، الذي كان يُطلق عليه سابقًا الشذوذ القمر الثاني، معروفًا تقريبًا في العصور القديمة ، ويُنسب اكتشافه إلى بطليموس.